# Abel Kristiansen
Abel Jens Kristian Kristiansen (* 18. Januar 1900 in Nuuk; † 1975) war ein grönländischer Katechet, Dichter, Journalist und Landesrat.

## Leben
Abel Kristiansen war der Sohn des Jägers Johan Gert Kristen Kristiansen (1870–?) und dessen Frau Tuperna Kristiane Sophia Titussen (1870–?). Er besuchte Grønlands Seminarium, wo er sich zum Katecheten ausbilden ließ, als der er ab 1924 in vielen verschiedenen Orten in Westgrönland wirkte. Eine Ordination wurde ihm 1946 aufgrund eines fehlendes ärztlichen Bescheids verwehrt. Von 1951 bis 1954 war er Mitglied in Grønlands Landsråd. Bereits 1947 war er zum Dannebrogsmand ernannt worden, vor allem, weil er in Grönland nach dem Zweiten Weltkrieg 200.000 Kronen für die Reparatur von Kriegsschäden in Dänemark sammelte. Er textete zudem Gesänge und schrieb Zeitungsartikel für die Atuagagdliutit. Abel Kristiansen starb 1975 kurz vor seinem 76. Geburtstag. Aus der Ehe mit Dorthe Heilmann ging unter anderem der Sohn Ulloriannguaq Kristiansen (1927–1998) hervor, der sich vor allem als Journalist einen Namen machte.